# 徳島県立出島野鳥公園
徳島県立出島野鳥公園（とくしまけんりつでじまやちょうこうえん）は、徳島県阿南市那賀川町みどり台にある公園。とくしま88景選定。

## 概要
阿南市の北東、那賀川町みどり台・那賀川町工地・那賀川町苅屋に位置する野鳥公園で、園内には出島湿原を整備した出島野鳥園やテニスコートが設置されている。
出島野鳥園は四季を通じて様々な野鳥の姿に接することができ、チュウヒやハイイロチュウヒ等が毎年越冬している。徳島県内で最も多い約170種の野鳥が記録されている。
公園の東端は紀伊水道に面し、南端は出島川と那賀川、北端は苅屋川の河口となっている。

## 主な野鳥の種類
カイツブリ、カワウ、ヨシゴイ、ゴイサギ、ダイサギ、チュウサギ、コサギ、アオサギ、マガモ、カルガモ、コガモ、オカヨシガモ、ヒドリガモ、オナガガモ、ハシビロガモ、ホシハジロ、クイナ、ヒクイナ、バン、オオバン、タマシギ、コチドリ、タゲリ、クサシギ、タカブシギ、イソシギ、タシギ、ユリカモメ、キジ、ミサゴ、トビ、ハイタカ、オオタカ、ハイイロチュウヒ、チュウヒ、チョウゲンボウ、キジバト、トラフズク、カワセミ、ヒバリ、ハクセキレイ、セグロセキレイ、ヒヨドリ、モズ、ジョウビタキ、ツグミ、シロハラ、オオヨシキリ、ウグイス、セッカ、ツリスガラ、メジロ、ホオジロ、アオジ、オオジュリン、スズメ、カワラヒワ、コムクドリ、ムクドリ、ハシボソガラス

## 園内の施設
- 野鳥園（9 ha）
- 学習舎
- 観察小屋
- 芝生広場
- 野外ステージ
- テニスコート（2面）
- 休憩所

## 施設概要
- 休園日：毎週金曜日、年末年始（12月31日・1月1日）
- 営業時間：8:00-17:00
- 探鳥会：毎月第2日曜日の9:00-11:00

## 交通
- 徳島市方面より国道55号（阿南道路）を下ってバイオ科学交差点を左折800mのところ。
- JR阿波中島駅下車、車で約10分。